# Park Szwedzki w Krakowie
Park Szwedzki – park miejski w Krakowie, w Nowej Hucie w Dzielnicy XVIII na osiedlu Szklane Domy, między aleją Przyjaźni (na zachodzie), aleją Solidarności (na południu), kościołem Matki Boskiej Częstochowskiej i bł. Wincentego Kadłubka (na wschodzie) i blokiem mieszkalnym na osiedlu Szklane Domy 1, zwanym „blokiem szwedzkim” (na północy). Powierzchnia parku wynosi 2,39 ha.

## Historia
Teren późniejszego parku historycznie wchodził w obręb wsi Mogiła. Przebiegała w tym miejscu dawna droga z Mogiły do Bieńczyc, po której pozostałością jest stojący już poza obszarem współczesnego parku przydrożny krzyż, ustawiony w 1880 roku jako drewniany, w 1932 roku zastąpiony istniejącym do dziś krzyżem betonowym. Dawniej w parku znajdowało się również samotne, wysokie drzewo, będące reliktem przydrożnego zadrzewienia drogi z Czyżyn do Krzesławic. Ów teren wedle pierwotnych planów miał być przeznaczony pod odcinek monumentalnego budownictwa mieszkaniowego wzdłuż tzw. Osi Pracy (późniejszej alei Lenina, dzisiejszej alei Solidarności), podobnego do innych zbieżnych formą zabudowań tejże alei między Placem Centralnym a ulicą Bulwarową. W początkowym okresie swojego istnienia, obecny park był rozległym, bezimiennym skwerem. Ścieżki na tym obszarze zieleni były wytyczone przypadkowo. Skwer był jednak popularny wśród okolicznych mieszkańców. Był wykorzystywany m.in. przez wędrowne wesołe miasteczka, które rozstawiały tu swoje karuzele i huśtawki, tu zbierano się na manifestacje i pochody. Z czasem roślinność parku została urozmaicona, przybyło drzew i krzewów. W latach 1982–1989 wzdłuż ówczesnej alei Lenina odbywały się pochody „Solidarności”, które niejednokrotnie przeradzały się w zamieszki z ZOMO w pobliżu parku. W latach 1982–1994 we wschodniej części skweru wybudowano kościół Matki Boskiej Częstochowskiej i bł. Wincentego Kadłubka, na parceli przeznaczonej według planów z lat 60. i 70. XX wieku na rzecz obiektów cyrkowych.
W 2004 roku skwer został formalnie przemianowany na park miejski. Nazwa „Park Szwedzki” została zaproponowana przez prezydenta miasta Krakowa Jacka Majchrowskiego, a następnie zatwierdzona przez Radę Dzielnicy. Zdecydowano się na neutralną nazwę, rezygnując z patronów. Nazwa została przyjęta od sąsiedniego bloku szwedzkiego. Z kolei sama nazwa potoczna bloku, będącego pierwszym w pełni modernistycznym blokiem mieszkalnym w Nowej Hucie wzięła się z jednej strony od podróży projektanta budynku Janusza Ingardena do Szwecji, celem zapoznania się z tamtejszą architekturą modernistyczną, jak również od zróżnicowanej kolorystyki tynków zewnętrznych, powodującej skojarzenia z architekturą szwedzką, co również było skutkiem podróży projektanta do tego kraju. Z drugiej strony jednak wiąże się z zastosowaną technologią przy budowie zewnętrznych ścian budynku. Jako ich budulec zastosowano siporex, czyli beton komórkowy, dostarczany do Nowej Huty od 1953 roku z fabryki w Łaziskach Górnych, gdzie produkowano ten materiał na licencji szwedzkiej.
W 2005 roku Rada Dzielnicy XVIII zainwestowała 80 tys. złotych w remont części alejek w parku. Po tym przedsięwzięciu, miasto przeznaczyło 500 tys. złotych na dokończenie modernizacji Parku Szwedzkiego z zamontowaniem nowego oświetlenia, nowych ławek i zbudowaniem nowych alejek w miejscu dotychczasowych ścieżek wraz z wymianą wszystkich pozostałych chodników. Modernizacja zawierała w sobie również profesjonalną pielęgnację zieleni. Jako że Park Szwedzki miał pełną dokumentację, co było rezultatem starań Rady Dzielnicy, poszedł do realizacji w pierwszej kolejności. Inwestycję zakończono w 2007 roku.
W pierwszą rocznicę śmierci papieża Jana Pawła II Rada i Zarząd Dzielnicy XVIII posadziły w Parku Szwedzkim pamiątkowy dąb.

## Galeria

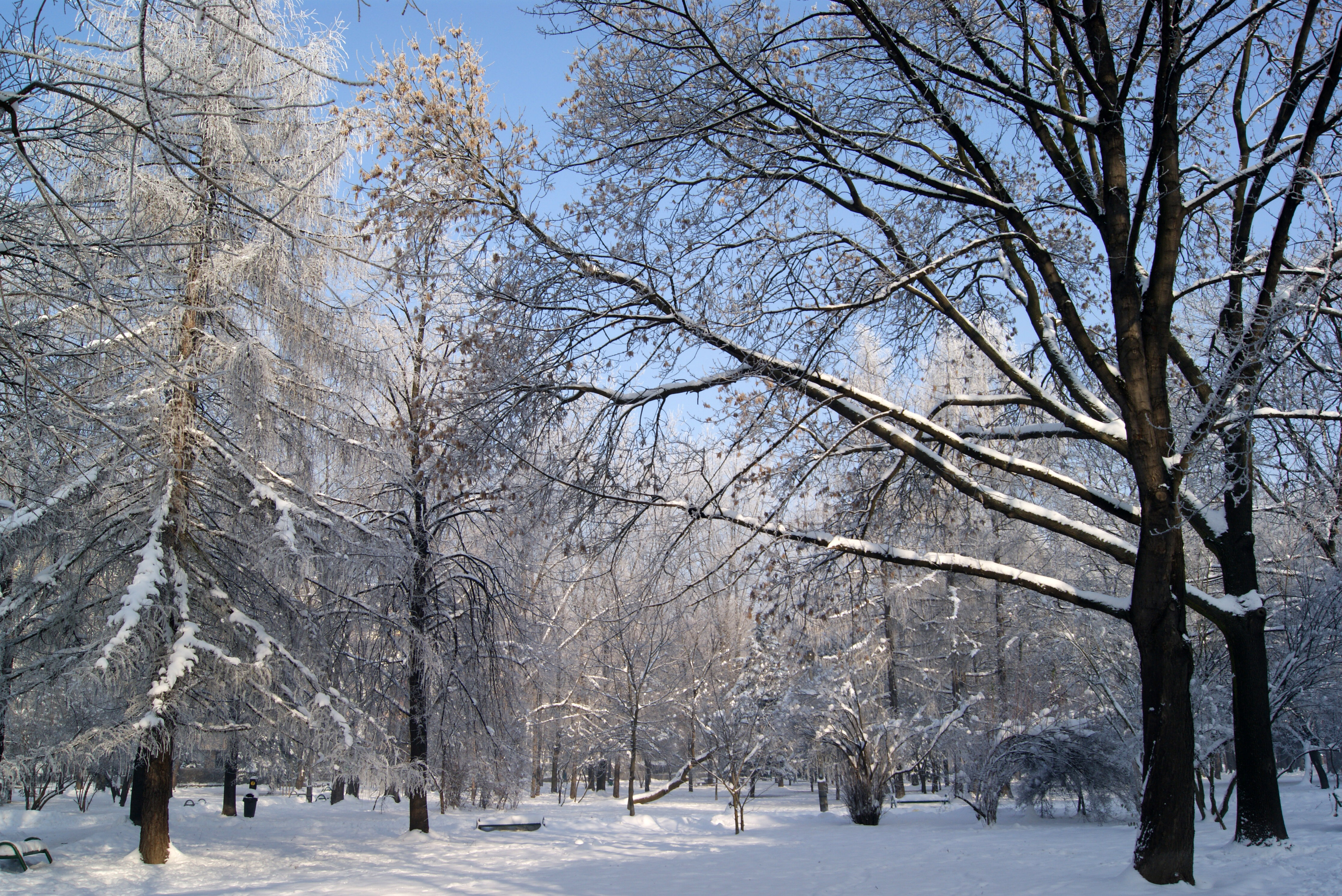
Park zimą,
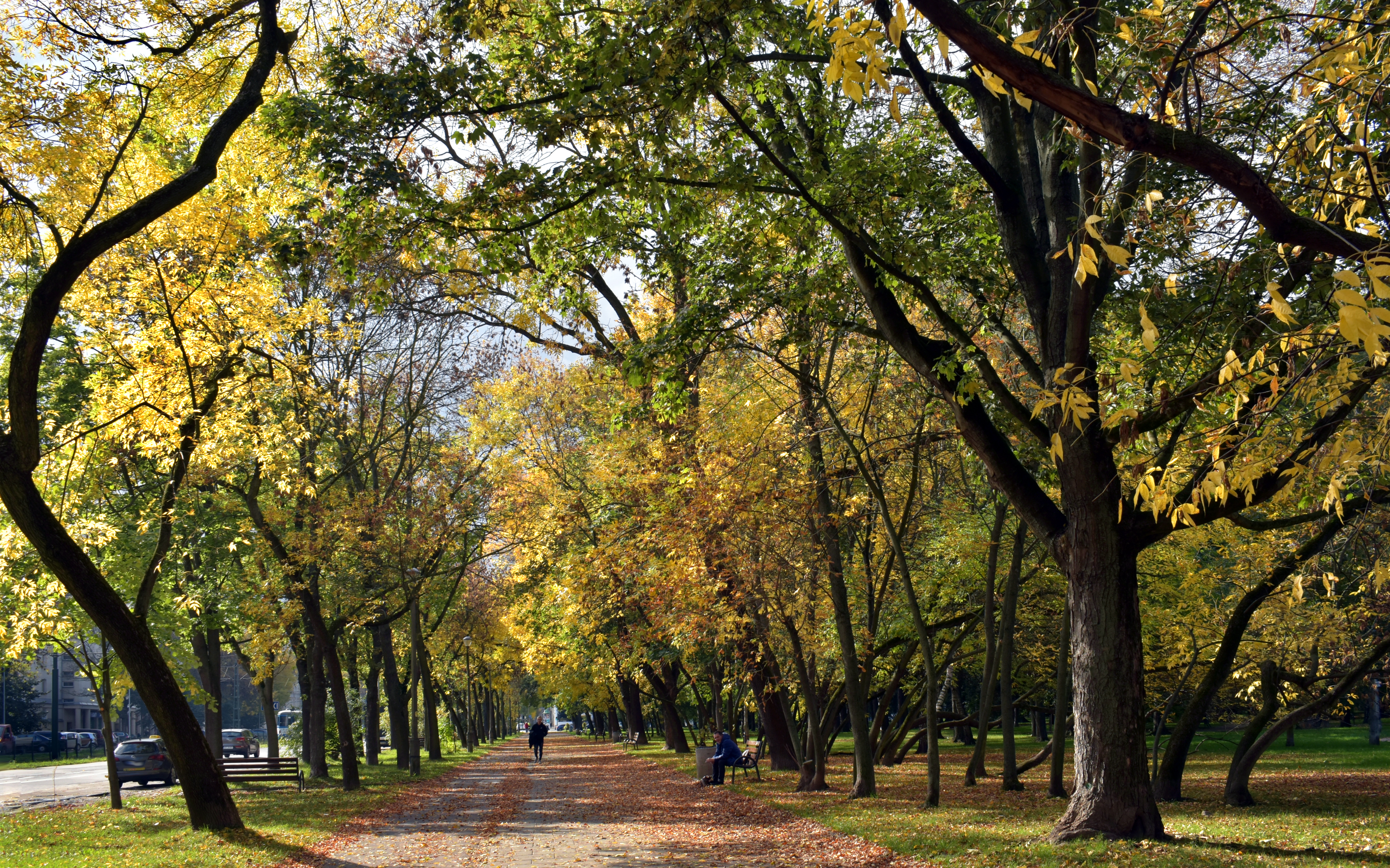
jesienią,
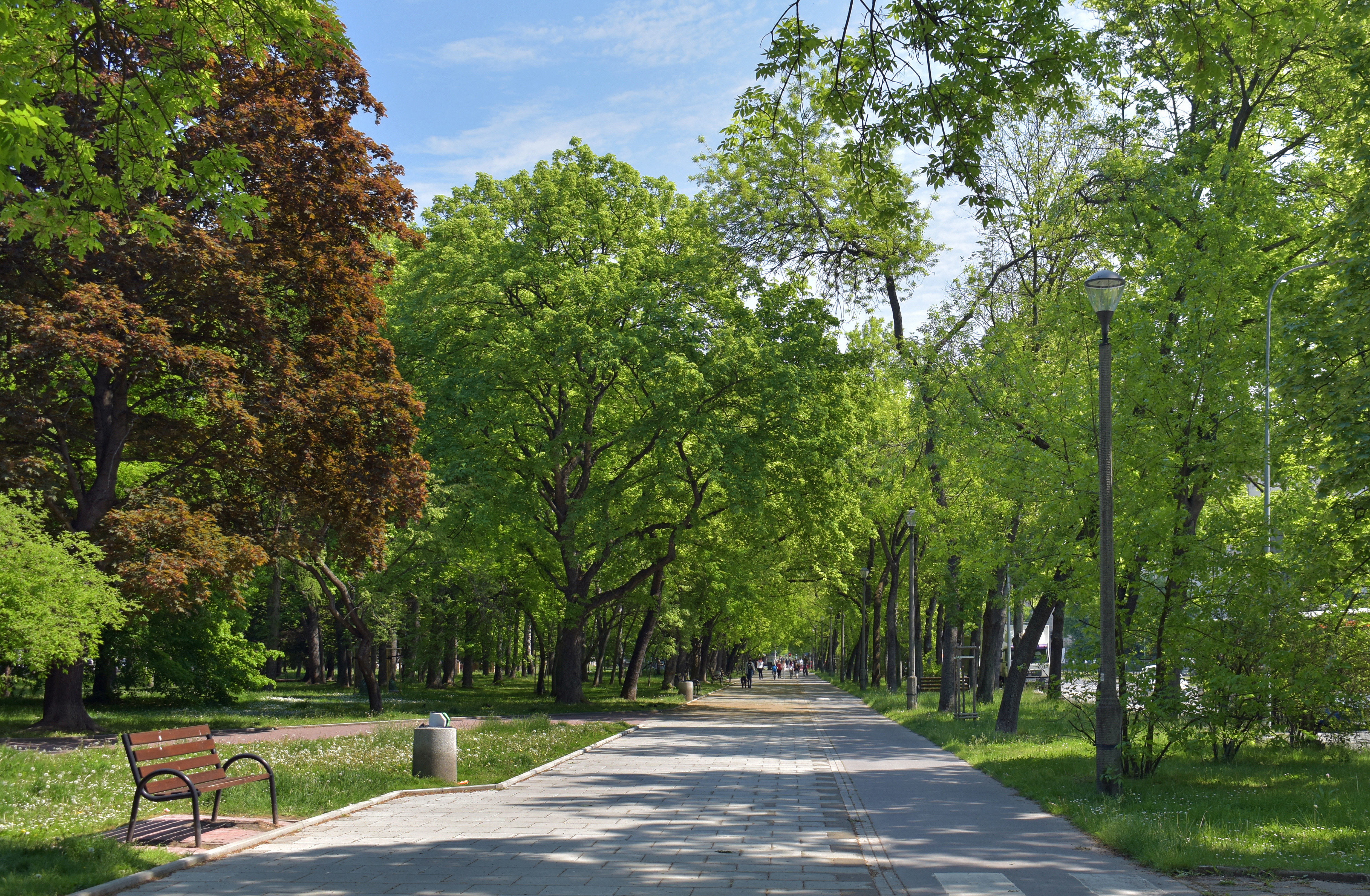
i wiosną.